# Сульфат иттербия(III)
Сульфат иттербия(III) — неорганическое соединение, соль металла иттербия и серной кислоты с формулой Yb2(SO4)3, бесцветные кристаллы, растворимые в воде, образует кристаллогидрат.

## Получение
- Растворение оксида в серной кислоте:

{\displaystyle {\mathsf {Yb_{2}O_{3}+3H_{2}SO_{4}\ {\xrightarrow {100^{o}C}}\ Yb_{2}(SO_{4})_{3}+3H_{2}O}}}

## Физические свойства
Сульфат иттербия(III) образует бесцветные кристаллы.
Растворяется в воде со слабым гидролизом по катиону.
Образует кристаллогидрат состава Yb2(SO4)3•8H2O.

## Химические свойства
- Безводную соль получают сушкой кристаллогидрата:

{\displaystyle {\mathsf {Yb_{2}(SO_{4})_{3}\cdot 8H_{2}O\ {\xrightarrow {600^{o}C}}\ Yb_{2}(SO_{4})_{3}+8H_{2}O}}}
- Разлагается при нагревании:

{\displaystyle {\mathsf {2Yb_{2}(SO_{4})_{3}\ {\xrightarrow {900^{o}C}}\ Yb_{2}O_{3}+6SO_{2}+3O_{2}}}}
- Реагирует с разбавленными щелочами и концентрированным раствором аммиака, образуя гидроксид иттербия(III):

{\displaystyle {\mathsf {Yb_{2}(SO_{4})_{3}+6NaOH\ {\xrightarrow {}}\ 2Yb(OH)_{3}\downarrow +6Na_{2}SO_{4}}}}
{\displaystyle {\mathsf {Yb_{2}(SO_{4})_{3}+6NH_{3}\cdot H_{2}O\ \xrightarrow {} \ 2Yb(OH)_{3}\downarrow +3(NH_{4})_{2}SO_{4}}}}
- Восстанавливается атомарным водородом до сульфата иттербия(II)[1]:

{\displaystyle {\mathsf {Yb_{2}(SO_{4})_{3}+2H_{(Zn,HCl)}^{0}\ {\xrightarrow {}}\ 2YbSO_{4}\downarrow +H_{2}SO_{4}}}}